# 그레나다의 총리
그레나다의 총리(Prime Minister of Grenada)는 그레나다의 각료를 지위하는 자이자, 국가 수반이다. 그레나다는 영국 여왕을 모시고 있는 주권상태에 있기에 총리가 실권을 쥐고 있다. 現 총리는 테일만 토머스이다.